# Emmanuel Olisadebe
Emmanuel Olisadebe (* 22. prosince 1978 Warii, Nigérie) je bývalý profesionální fotbalista, který hrál na pozici útočníka. Narodil se v Nigérii a hrál za polskou národní reprezentace. Mezi lety 2000 a 2004 nastřílel 11 mezinárodních gólů v 25 zápasech a zúčastnil se Mistrovství světa ve Fotbale 2002. V roce 2001 získal ocenění Polský fotbalista roku.
Olisadebe zahájil svou kariéru v klubu Jasper United ve své rodné Nigérii, než v roce 1997 podepsal smlouvu s polským prvoligovým klubem Polonia Varšava. V Polonii se stal pravidelným hráčem prvního týmu a pomohl klubu k titulu Ekstraklasa, poháru Ekstraklasa a polskému Superpoháru. Po splnění požadavků na trvalý pobyt se Olisadebe v roce 2000 stal polským občanem, což mu umožnilo hrát za polskou fotbalovou reprezentaci. Následně byl povolán do národního týmu a stal se prvním černošským hráčem, který reprezentoval Polsko.
Po odchodu z Polska hrál v Řecku, na Kypru, v Anglii a Číně, než ukončil kariéru.

## Klubová kariéra
Kariéru v Polsku začínal v týmu Polonia Varšava, pak odešel do Panathinaikosu Atény (hrál ještě v Portsmouth FC, Škoda Xanthi, APOP Kinyras Peyia FC, čínském Henan Jianye (od května 2008).

## Reprezentační kariéra
Ačkoli se Olisadebe narodil v Nigérii, v roce 2000 získal polské občanství a byl vybrán do polské reprezentace. V deseti kvalifikačních zápasech vstřelil osm gólů a pomohl týmu trenéra Jerzyho Engela postoupit na mistrovství světa ve fotbale 2002, první od roku 1986, a získal jeden hlas v anketě o nejlepšího fotbalistu světa roku 2001. Druhý ze tří gólů vstřelil 1. září v zápase proti Norsku, který potvrdil postup do mistrovství světa.
Olisadebe vstřelil první gól Polska na mistrovství světa ve fotbale 2002 v posledním skupinovém zápase, který Polsko vyhrálo 3:1 proti Spojeným státům v Daejeonu. Polsko však nepostoupilo do druhého kola a Olisadebe už za Polsko žádný gól nevstřelil. Jerzy Engel, trenér národního týmu, který Olisadebeho přivedl do týmu, rezignoval po vyřazení Polska z mistrovství světa a kromě několika sporadických vystoupení tato rezignace ukončila i Olisadebeho spolupráci s národním týmem.